# Armata codobaturilor din nou în luptă
Armata codobaturilor din nou în luptă (titlul original: în rusă Армия „Трясогузки“ снова в бою, transliterat: Armia „Triasoguzki” snova v boiu) este un film de aventuri sovietic (R.S.S. Letonă), realizat în 1968 de regizorul Aleksandr Leimanis, protagoniști fiind actorii Viktor Holmogorov, Iuri Korjov, Aivars Galvinș și Gunar Țilinski.
Este un sequel al filmului Armata codobaturilor din 1964.

## Rezumat
Cercetașul Armatei Roșii Platais, sub masca unui negustor bogat, ajunge cu Mika (conform documentelor negustorului Zagursky și ajutorului fiicei sale) într-un oraș ocupat de albi. Trebuie să ajungă la una dintre gări și, cu ajutorul partizanilor, să arunce în aer calea ferată.
Aici au ajuns și „Codobatură” și Țiganu, care s-au împrietenit cu un grup de copii fără adăpost. Platais îl întâlnește pe locotenentul colonel Sviridov și este la curent cu evenimentele care au loc în oraș. Datorită dăruirii sale și bineînțeles, ajutorului tinerilor noștri eroi, ofițerii Gărzii Albe au fost dezarmați.

## Distribuție
- Viktor Holmogorov – „Codobatură”
- Iuri Korjov – Țiganu
- Aivars Galvinș – Mika/Meri
- Gunar Țilinski – Platais/Zagurski
- Aivars Leimanis – Maliavka
- Egons Maisaks – Hriașci
- Viktor Gusev – Șilo
- Lena Kokorevici – Varea
- Natașa Belikova – Zina
- Ivan Dmitriev – Sviridov
- Ivan Rîjov – bătrânul
- Baiba Indriksone – Gabriella-Velta
- Eduard Pavuls – Lapotnik
- Boris Nikiforov – administratorul
- Vera Titova – hangița
- Vladimir Volcik – Bedreakov
- Aleksandr Boiarski – adjutantul
- Dmitri Bokalov – popa
- Vladimir Vasiliev – hangiul
- Arnis Lițitis – clientul tavernei

## Lansare
A fost lansat în anul 1969 și a avut parte de mare succes comercial, fiind vizionat de 32,2 milioane de spectatori în cinematografele din Uniunea Sovietică.